# Каспар ван Віттель
Каспар ван Віттель або  Гаспа́ро Ванвіте́ллі (нід. Caspar van Wittel, 1653, Амерсфорт, Північні Нідерланди — 1736, Рим) — нідерландський художник, що прожив майже все життя в Італії і створював краєвиди її міст. В Італії відомий як Гаспаро Ванвітеллі. Він — батько відомого італійського архітектора — Луїджі Ванвітеллі.

## Життєпис
Народився в містечку Амерсфорт, Північні Нідерланди. Художнє ремесло опановував в майстерні Маттіаса Вітгоса, що писав куточки парків з рослинністю і речами, що нагадували натюрморти. Певно, вже тоді у художника-початківця пропав жах перед подробицями і деталями, якими той насичував власні твори.
У 19 років він покинув Голландію й відбув до Італії, де колись жив і його вчитель Маттіас Вітгос. Перебування в Римі подарувало Каспару і натхнення, і зв'язки з товариством «Перелітні птахи», де гуртувались вихідці з північних країн Європи. Спілкувались у товаристві нідерландською мовою, яку він не забув. Ранні замальовки Каспара зі збережених датовані 1681 роком і мають характер ведут.

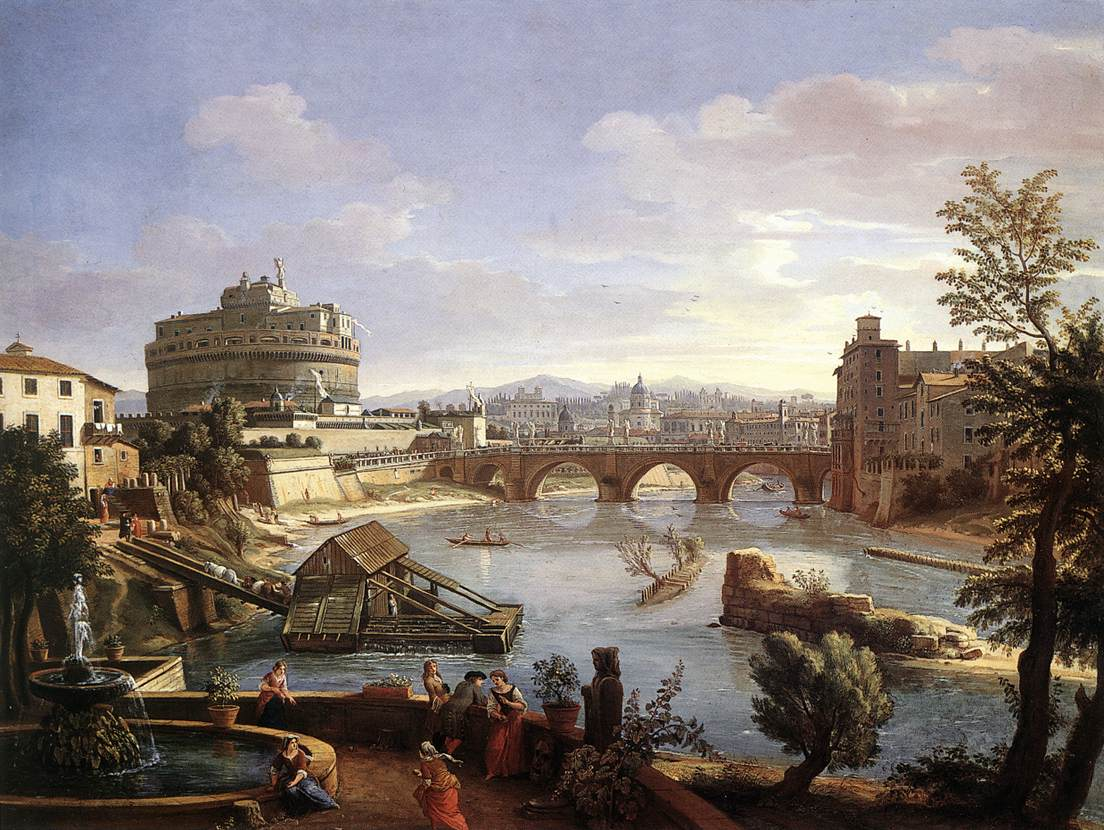
Каспар ван Віттель. «Річка Тибр і замок Св. Янгола в південний бік»

Гаспар ван Віттель зовсім натуралізовався в Італії і залишився там на все життя. Він спеціалізувався на створенні картин з краєвидами різних міст Італії, серед яких — Венеція, Мілан, Феррара, Верона, Падуя, Болонья, Удіне, Флоренція, П'яченца. Деякий час жив і працював у місті Неаполь, де в 1700 році народився його син, Луїджі Ванвітеллі, майбутній архітектор. (Художник ще 1697 року одружився в Римі.) Але кожного разу Каспар повертався до Рима, де перебував найчастіше. Саме тому його відносять до римської школи живопису. Італійці називали його Гаспаро Ванвітеллі або Гаспаро ін Окк'яле, тобто Гаспаре в окулярах.
Гаспар практично не мав конкурентів, бо створював топографічно точні краєвиди всяких італійських міст, передовсім — папської столиці та загородних палаців римських вельможних родин. Звичний жанр для голландських майстрів на кшталт Герріта Беркгейде, Пітера Санредама, Яна ван дер Гейдена в Італії почували як щось зовсім свіже. Саме вони — Одескалькі та Колонна, Оттобоні й Альбані — його головні замовники, чиї палаци й вілли він малював. З 1699 по 1702 роки Гаспаро Ванвітеллі працював в Неаполі по замовам іспанського віце-короля. Значна збірка малюнків Ванвітеллі збережена в королівському палаці Каподімонте в Неаполі. Повним визнанням майстра стало прийняття його до членів римської Академії Св. Луки в Римі 1711 року.

## Головні твори

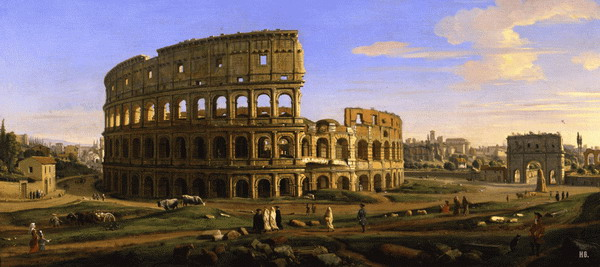
Каспар ван Віттель. «Колізей і арка імператора Тіта», 1707 рік.

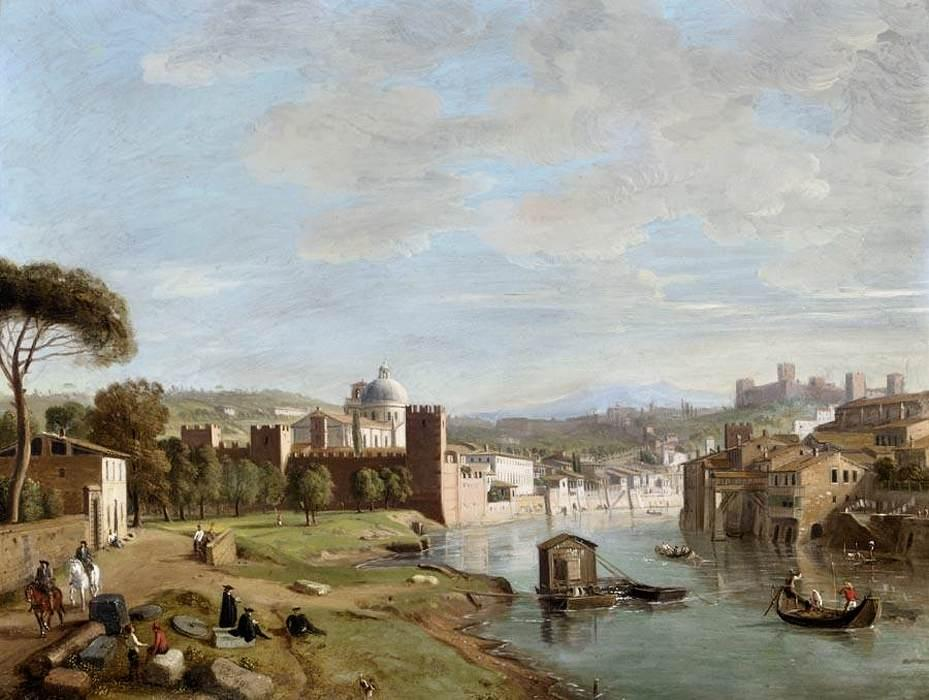
Каспар ван Віттель. «Верона з боку церкви Сан Джорджо ін Брайда і річки Адідже», 1710-ті рр., приватн. збірка

- " Рим, Вілла Медичі, садовий фасад ", 1685, Палаццо Пітті, Флоренція
- « Річка Тибр і замок Св. Янгола та Ватикан», 1685, Палаццо Пітті, Флоренція
- « Краєвид Рима біля Понте Ротто», 1586, Ермітаж, Санкт-Петербург
- « Річка Тибр і міст Понте Ротто, Рим», 1690, приватн. збірка
- « Флоренція з боку Болонського шляху», 1695, приватн. збірка
- « Пьяцца Навона, Рим», 1699, Музей Тиссена-Борнемісса, Мадрид
- « Пьяцетта в Венеції», 1700, Галерея Доріа Памфілі
- « Острів Сан Мікеле з боку Мурано, Венеція», 1700-ті рр., приватн. збірка
- « Арка Імператора Тіта, Рим», 1710-ті рр., приватн. збірка
- « Верона з боку церкви Сан Джорджо ін Брайда і річки Адідже», 1710-ті рр., приватн. збірка
- « Собор Св. Петра і Ватикан з боку Праті ді Кастелло»
- « Порт в Неаполі», бл. 1710, приватн. збірка
- « Річка Тибр біля Порта ді Ріппа Гранде», 1711, Академія Св. Луки, Рим
- « Собор Св. Петра зі сходу», бл. 1711, приватн. збірка
- « Річка Тибр і замок Св. Янгола», бл. 1713,
- « Королівський палац в Неаполі», Палаццо Цевалос, Неаполь
- " Вілла Фарнезе в Капрарола ", бл. 1723, приватн. збірка
- « Рим, руїни Колізея», приватн. збірка

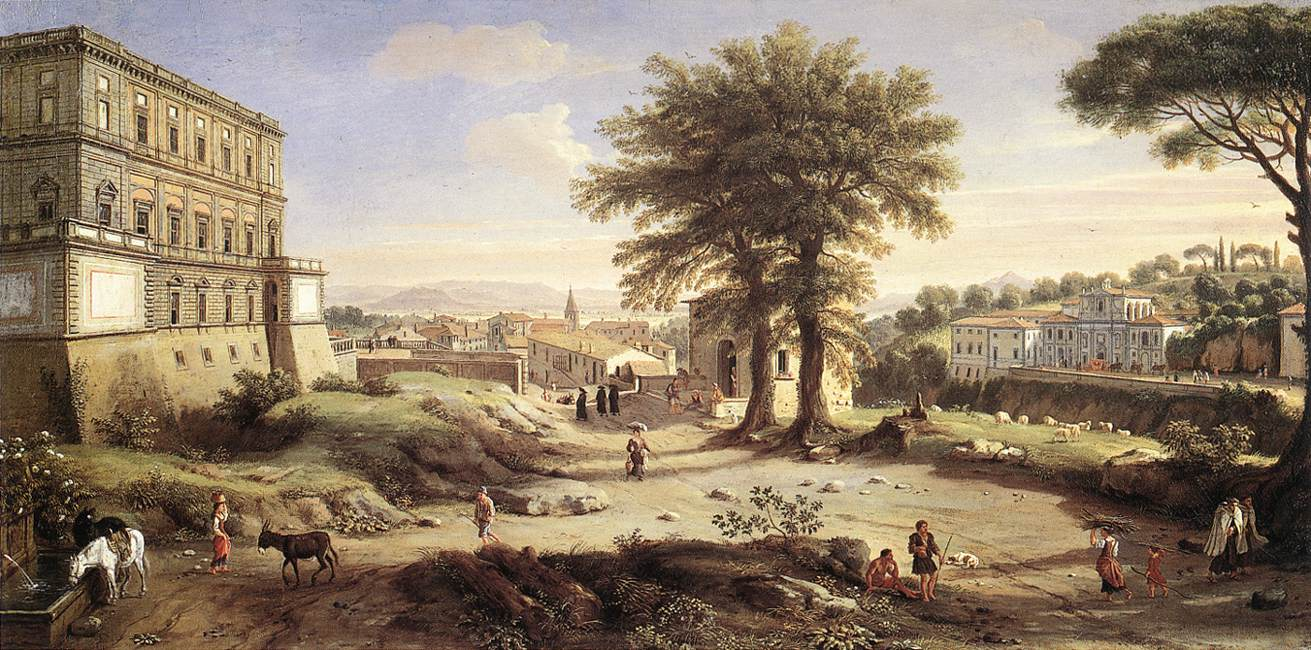
Каспар ван Віттель. «Палац Фарнезе в Капрарола»
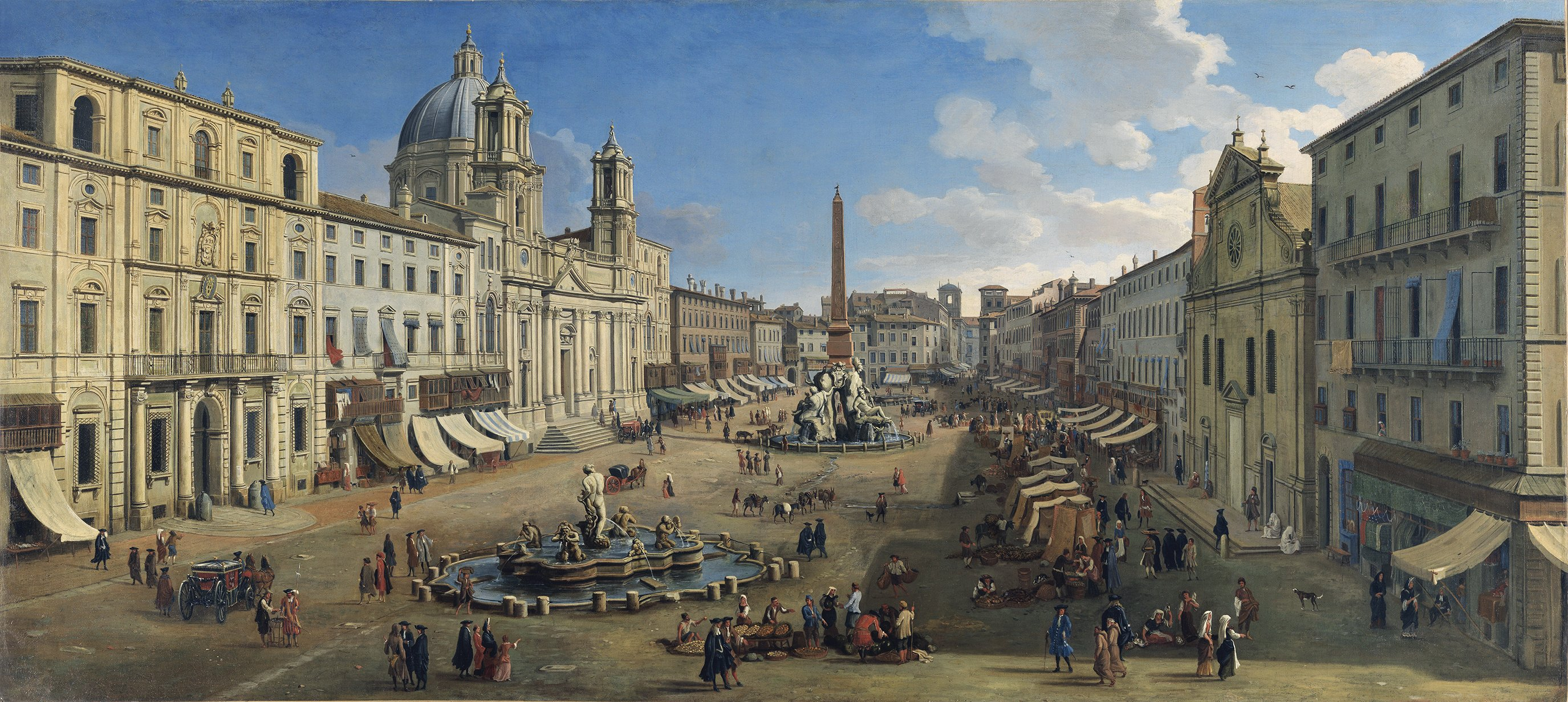
Каспар ван Віттель. «Пьяцца Навона, Рим», 1699, Музей Тиссена-Борнемісса, Мадрид